# Karl Gerhards plats

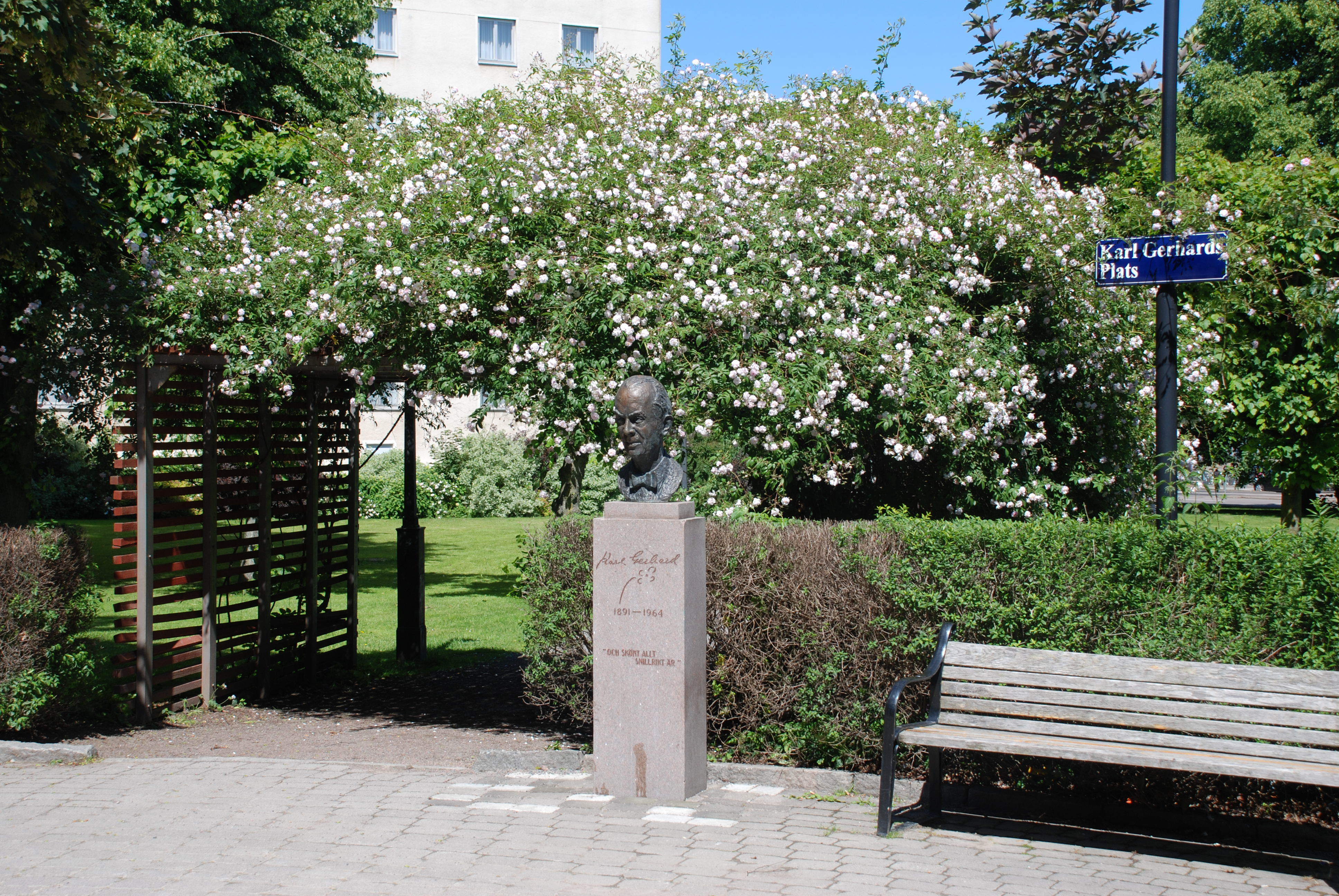
Karl Gerhards plats i Lorensbergsparken.

Karl Gerhards plats ingår i Lorensbergsparken i Göteborg. Den anlades 1994 till minne av revyartisten Karl Gerhard, som under åren 1921-1961, med fyra avbrott för spel på Storan, spelade revy på Folkan, som låg i parken fram till januari 1942, då byggnaden brann ner. Därefter spelades revyerna på Lorensbergs Cirkus. 
På platsen står även Karl Gerhards byst.